# Daniel J. Morrell
El SS Daniel J. Morrell fue un carguero del lago de los Grandes Lagos de 184 m (603 pies) que se partió en una fuerte tormenta en el lago Hurón el 29 de noviembre de 1966, llevándose consigo a 28 de sus 29 tripulantes. El carguero se utilizaba para transportar cargas a granel, como mineral de hierro, pero navegaba solo con lastre cuando se hundió, con 60 años de antigüedad. Cuando se construyó en 1906, era la "Reina de los Lagos", siendo el barco más largo en servicio en ese momento en los Grandes Lagos.

## Hundimiento

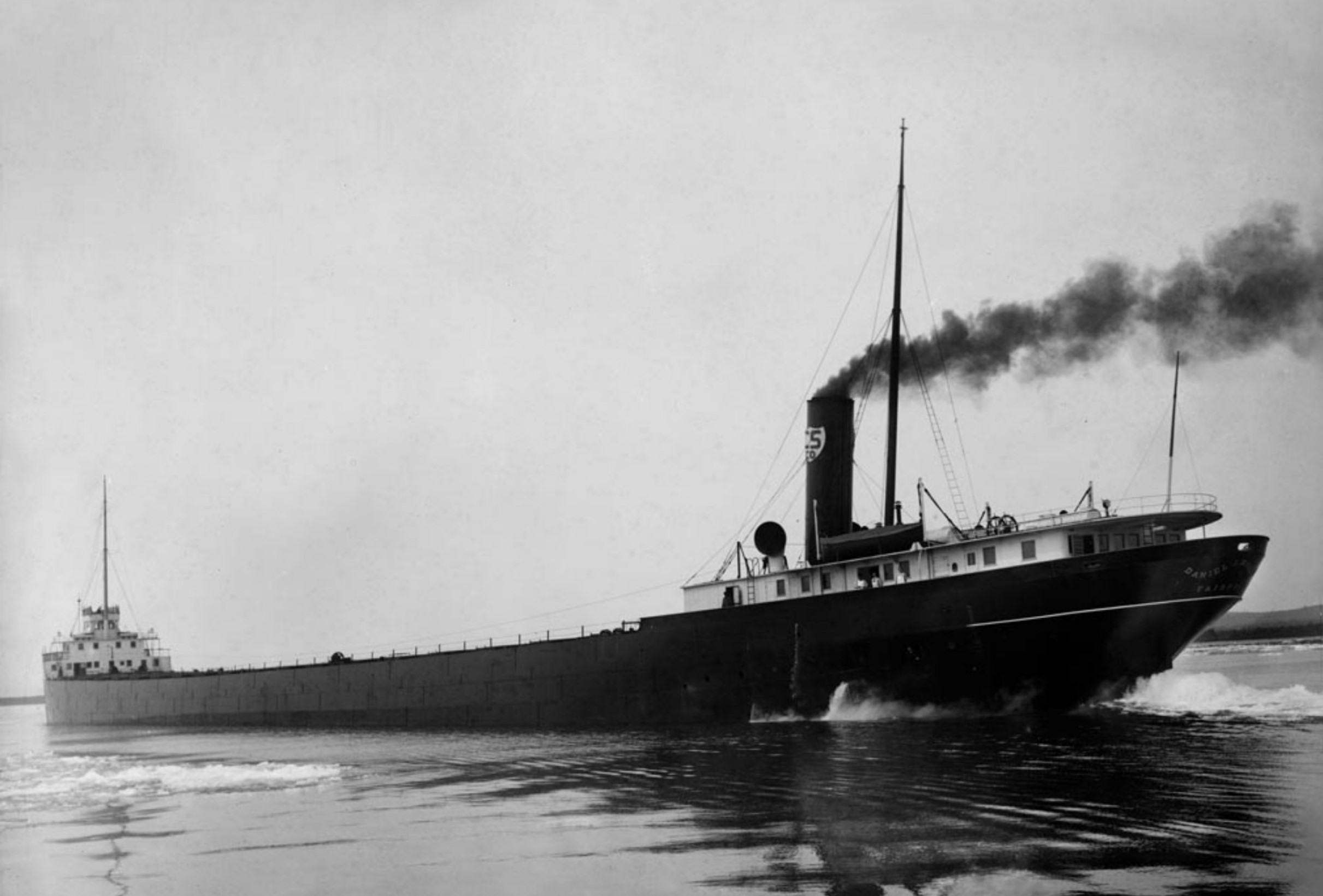
El Daniel J. Morrell

En su último viaje de la temporada con el buque Edward Y. Townsend, el Daniel J. Morrell se vio atrapado en vientos que superaban las 70 mph (110 km/h) y olas que superaban la altura del barco (olas de 6,1 a 7,6 m).. Durante las primeras horas de la mañana del 29 de noviembre de 1966, el Edward Y. Townsend tomó la decisión de refugiarse en el río St. Clair, dejando al Daniel J. Morrell solo en las aguas al norte de Pointe Aux Barques, Michigan, en dirección a la protección de la bahía de Thunder. 
A las 02:00, el barco comenzó a hundirse, obligando a la tripulación a subir a la cubierta, donde muchos saltaron a la muerte en las aguas del lago Huron a 34 °F (1 °C). A las 02:15, el barco se partió en dos, y la tripulación restante en la proa se subió a una balsa. Mientras esperaban a que se hundiera la proa, se oyeron gritos de que se había avistado un barco por la proa de babor. Momentos después, se descubrió que el objeto que se avecinaba no era otro barco, sino la sección de popa del Daniel J. Morrell, que se dirigía hacia ellos impulsada por el motor del barco. La proa se hundió entonces, arrojando la balsa al lago. En palabras del escritor William Ratigan, la popa del barco desapareció en la oscuridad "como una gran bestia herida a la que le han disparado en la cabeza".
No se transmitió ninguna señal de socorro, incluso cuando se hundió abruptamente en medio de olas de 20 pies y vientos de 60 millas por hora. Según Dennis Hale, el capitán Crawley había declarado que el cable eléctrico se había roto, lo que hacía imposible una señal de socorro. Los hombres recibieron instrucciones de disparar bengalas desde la balsa tan pronto como entraran al agua, alertando a los barcos cercanos de su situación.
De hecho, existía la duda real de si el Morrell debería haber estado en el lago Huron durante esta tormenta. Era uno de los dos únicos barcos que no se habían refugiado. El otro barco estaba atrapado en la tormenta, ya que se consideró que un cambio de dirección podría provocar un vuelco. Otras dos lecciones de la pérdida fueron que la hipotermia es la principal causa de muerte de los marineros y que los botes salvavidas en los pescantes son "una fachada" -en gran medida inútiles en un mar tan turbulento.
Norm Bragg, que sobrevivió al naufragio del SS Henry Steinbrenner en el Lago Superior en 1953, era un vigilante a bordo. Ayudó a su tripulación a comprender su difícil situación, les dio consejos rápidos y les dijo: "Ha sido bueno conocerte".